# Celaenotrichia edwardsi
Celaenotrichia edwardsi är en nattsländeart som beskrevs av Martin E. Mosely 1934. Celaenotrichia edwardsi ingår i släktet Celaenotrichia och familjen smånattsländor. Inga underarter finns listade i Catalogue of Life.